# Solomon Northup
Solomon Northup (10. července 1808 – 1864?) byl americký abolicionista a hlavní autor pamětí Dvanáct let otrokem. Svobodně narozený Afroameričan z New Yorku byl synem osvobozeného otroka. Northup vlastnil půdu v Hebronu v New Yorku a působil jako farmář a profesionální houslista. V roce 1841 dostal nabídku práce cestujícího hudebníka a odešel do Washingtonu (kde bylo otroctví legální); tam byl omámen, unesen a prodán jako otrok. Byl odvezen do New Orleans, zakoupen plantážníkem a držen jako otrok po dobu 12 let v oblasti Red River v Louisianě, většinou v obci Avoyelles. Pak potkal Kanaďana pracujícího na jeho plantáži, který pomohl informovat Northupovy blízké v New Yorku. Tamní stát poskytoval pomoc svobodným občanům New Yorku, kteří byli uneseni a prodáni do otroctví. S pomocí guvernéra New Yorku Washingtona Hunta tak Northup 3. ledna 1853 znovu získal svobodu.
Obchodník s otroky ve Washingtonu, James H. Birch, byl zatčen a souzen, ale pak osvobozen, protože washingtonský zákon zakazoval Northupovi jako černochu svědčit proti bílým lidem. Ani procesy proti únoscům nevedly k jejich potrestání, protože washingtonské úřady k případu přistoupily laxně.
V prvním roce svobody Northup napsal a vydal paměti Dvanáct let otrokem (1853). Přednášel jménem abolicionistického hnutí a pronesl na severovýchodě USA více než dvě desítky projevů o svých zkušenostech, aby burcoval proti otroctví. Z historických záznamů zmizel po roce 1857, ačkoli k začátku roku 1863 ho jeden dochovaný dopis označuje za živého; někteří komentátoři si mysleli, že byl znovu unesen, ale historici se domnívají, že je to nepravděpodobné, protože by byl příliš starý na to, aby se prodal dobrou cenu. Podrobnosti o jeho smrti nebyly nikdy zdokumentovány. Historikové se domnívají, že zemřel v roce 1863 nebo 1864.

## Odkaz
Northupova monografie byla roku 1984 natočena jako televizní film Odysea Solomona Northupa a roku 2013 jako celovečerní film 12 let v řetězech. Ten získal tři Oscary, včetně ceny za nejlepší film, v 86. ročníku Oscarů.